# チャップリンからの贈りもの
『チャップリンからの贈りもの』（ちゃっぷりんからのおくりもの、仏: La Rançon de la gloire）は2014年のフランスの伝記コメディ映画。監督はグザヴィエ・ボーヴォワ、出演はブノワ・ポールヴールドとロシュディ・ゼムなど。チャールズ・チャップリンの死後、金銭目的で遺体を誘拐した2人の犯行の実話をもとにしている。

## ストーリー
刑務所を出所するエディをオスマンが迎え、昔の仕事仲間で命を助けられたこともあるオスマンは、友人エディのためトレイラーの住まいを用意していた。
オスマンは、妻が入院しているため娘のサミㇻと暮らし家族のため懸命に働いているが、エディは職がないのでサミラの世話をすることになる。
ある日、古いテレビを持ち込んだエディが、チャールズ・チャップリン死去のニュースを見て、とんでもないことを言い出す。それは、チャップリンの遺体を“誘拐”して身代金を要求すること。
オスマンも妻の入院費用が必要で、その計画を手伝うことになり、何とかチャップリンの棺を掘り出し、別の場所に隠すことに成功する。
それは世界的大ニュースになり、身代金要求の電話をかけても「いたずら電話」としか扱われず、証拠として「棺の写真を送れ」と言われ、写真を送ったものの身代金の受け取りには失敗し、警察に捕まりそうになって、二人は仲間割れしてしまう。
さすらいの身になったエディは、サーカスの一団と出会い「道化師」になる。
そこへオスマンからエディに誘いの連絡が入り、再び手を組むことになって、妻の治療費分だけをチャップリンの遺族に要求するが、近隣の全ての公衆電話に警察が張り込んでいて、二人は逮捕される。
裁判の席において弁護士は「二人は既に不幸と言う罰を受けている」とかばい、遺族は告訴せずに妻の治療費を出してくれる寛大な処置がされる。かくしてオスマン家には安らぎが訪れ、エディは道化師としての活躍の場を得た。

## キャスト
- エディ・リカルト: ブノワ・ポールヴールド
- オスマン・ブリチャ: ロシュディ・ゼム
- ローザ: キアラ・マストロヤンニ
- ジョン・クルーカー: ピーター・コヨーテ
- サミラ: セリ・グマッシュ
- ヌール: ナディーン・ラバキー
- マラタヴェルメ警部: グザビエ・マリー（フランス語版）
- 警部: アーサー・ボーボワ
- チャップリン夫人: ドロレス・チャップリン（フランス語版）
- サーカス支配人: ユージーン・チャップリン
- ミスター・ロイヤル: グザビエ・ボーボワ（フランス語版）
- チームメイト: アデル・バンシェリフ（フランス語版）
- ソーラ医師: オリビエ・ラブルダン
- 病院秘書: マリリン・カント（フランス語版）
- 検事: フィリップ・ロダンバッシュ（フランス語版）
- 弁護士: ルイ＝ド・ドゥ・ランクザン
- 銀行家: バンサン・オーベール

## スタッフ
- 監督・脚本：グザヴィエ・ボーヴォワ
- 脚本：エチエンヌ・コマール（フランス語版）
- 音楽：ミシェル・ルグラン
- 撮影監督：カロリーヌ・シャンプティエ
- 編集：マリー＝ジュリー・マイユ
- プロダクションデザイナー：ヤン・メガール
- 音声：ジャン＝ジャック・フェラン（フランス語版）、エリック・ボナール、ロイク・プリアン
- 記録：アガト・グラウ
- キャスティング：ブリジット・モワドン
- 衣装：フランソワーズ・ニコレ
- ヘアメイク：カトリーヌ・ブリュション
- 第一助監督：ギョーム・ボニエ
- プロダクションマネージャー：ティボー・マッティ、ガスパール・ヒルスキ
- ラインプロデューサー：マルティーヌ・カシネッリ

## 作品の評価
Rotten Tomatoesによれば、7件の評論のうち、86%にあたる6件が高く評価しており、平均して10点満点中5.5点を得ている。
アロシネによれば、フランスの25の評論による評価の平均は5点満点中2.6点である。